# Jeanne Dillschneider
 (février 2025).
Jeanne Dillschneider, née le 27 décembre 1995 à Sarrelouis, est une personnalité politique allemande. 

## Biographie
Jeanne Dillschneider naît le 27 décembre 1995 à Sarrelouis.
Originaire d'Orscholz, à 18 ans elle obtient son baccalauréat et prend une année sabbatique en Espagne. En 2015 elle effectue un stage d'été à la mairie de Belligné (Belligné est jumelée avec Orscholz). Elle est tête de liste des Verts en Sarre aux élections fédérales allemandes de 2025. Elle est élue au Bundestag. 